# Гробница (Беч)
Гробница је бескућничка институција коју води Каритас бечке архиепископије у 6. бечком округу Маријахилф у просторијама испод цркве Маријахилфер (често: црква Барнабитен). Основана 1986. године, отворена је 24 сата дневно и нуди оброке, тушеве, ноћењa и медицинску и психијатријску негу. 

## Историја
За Адвент 1986. године је на иницијативу Алберта Габријела (рођен 1936. у Санкт Петер ам Вимбергу ), римокатоличког теолога и Салваторијанског свештеника, уз подршку ученика оближње Амерлинг-гимназије испод цркве Мариахилфер у гробници - некадашње гробље куге - отворена топла соба за бескућнике.  У почетку је била два сата дневно отворена, а послуживали су се чај и једноставна топла храна. Од октобра 1994, захваљујући подршци Фонда Социјални Беч, Гробница је отворена 24 сата дневно, а од јула 1996. године Каритас Беч је покровитељ установе. 

## Статистика и финансирање
Дневно се даје три пута бесплатна храна, године 2007. издато је 81.897 порција. Поред тога, у 2007. години било је 25.477 ноћења, а социјални радници су се бринули о 1.165 особа, а удио жена је износио око 15%. 
Половину средстава обезбеђује Фонд Социјални Беч - око 500.000 евра у 2008.  - а друга половина се обезбеђује донацијама.  2012. године издато је 97.285 оброка - више него икада - и било је 19.453 ноћења, нешто више него у 2011. 

## Проширење и Друга крипта
Године 2009. Каритас је у 18. бечком округу Веринг  отворио Другу крипту, посебно за странце из ЕУ.
Због све веће потребе за простором на локацији испод цркве Мариахилфер, 31. августа 2012. у више фаза, започиње проширење Гробнице.  19. септембра 2013. године отворено је надземно проширење за дневни боравак бескућника са дневном светлошћу и 450 квадратних метара простора за коришћење у, и поред дворишта парохије цркве Барнабитен . 